# Linyphia chiapasia
Linyphia chiapasia är en spindelart som beskrevs av Willis J. Gertsch och Davis 1946. Linyphia chiapasia ingår i släktet Linyphia och familjen täckvävarspindlar. Inga underarter finns listade i Catalogue of Life.